# Рах, Луи Теодор
Луи́ Теодо́р Рах (нем. Louis Theodor Rach; 1821—1859) — немецкий ботаник и садовод, работавший в Императорском ботаническом саду Санкт-Петербурга.

## Биография
Луи Теодор Рах родился 16 января 1821 года. С 1836 года учился в садоводческой школе в Шёнеберге, окончил её в 1840 году. С 1847 по 1850 и с 1852 по 1856 работал в Ботаническом музее Берлин-Далем.
Рах был зятем известного ботаника Иоганна Фридриха Клотча. В 1856 году он вместе с Фридрихом Кёрнике был приглашён Эдуардом Регелем на работу в Императорском ботаническом саду Петербурга, где занял должность хранителя карпологических и дендрологических коллекций. Кёрнике осенью 1858 года вернулся в Германию, а Рах остался в России.
28 апреля 1859 года Рах скончался в Санкт-Петербурге от воспалительного заболевания мозга.
Рах в соавторстве с Регелем издал несколько публикаций о новых или редких видах растений, произраставших в Императорском ботаническом саду. Наибольший интерес для Раха представляло семейство Вересковые, в 1855 году он издал публикацию, в которой определял виды этого семейства из гербария Тунберга.

## Некоторые научные работы
- Regel, E.A.; Herder, F.; Rach, L.T. Verzeichniss der von Herrn Paullowsky und Herrn von Stubendorf in den Jahren 1857/58 zwischen Jakutzk und Ajan gesammelten Pflanzen. — 1859.

## Растения, названные в честь Л. Т. Раха
- Rachia Klotzsch, 1854 [= Begonia L., 1753]
- Erica rachii Regel, 1856